# Ruyoka
Ruyoka är ett periodiskt vattendrag i Burundi.   Det ligger i provinsen Muyinga, i den norra delen av landet, 130 kilometer nordost om huvudstaden Bujumbura.
Omgivningarna runt Ruyoka är en mosaik av jordbruksmark och naturlig växtlighet. Runt Ruyoka är det tätbefolkat, med 266 invånare per kvadratkilometer.